# 塔布阿
40°21′37″N 8°1′45″W / 40.36028°N 8.02917°W
塔布阿（葡萄牙語：Tábua），是葡萄牙的城鎮，位於該國中部，由科英布拉區負責管轄，始建於1514年，面積199.79平方公里，2011年人口12,071，該城鎮人口密度每平方公里60.42人。